# Плешешти (Берка)
Плешешти (рум. Pleșești) насеље је у Румунији у округу Бузау у општини Берка. Oпштина се налази на надморској висини од 167 m.

## Становништво
Према подацима из 2002. године у насељу је живело 895 становника, од којих су сви румунске националности.